# 長洲町立長洲小学校
長洲町立長洲小学校（ながすちょうりつながすしょうがっこう）は熊本県玉名郡長洲町に在る小学校。2012年1月31日現在13学級（なかよし2学級を含む）、児童数269名。

## 沿革
- 1873年 - 育幼堂創立
- 1876年 - 公立長洲小学校に改める
- 1889年 - 長洲尋常高等小学校に改める
- 1901年 - 高等科設置（男校の長洲尋常高等小学校と女校の長洲女子尋常小学校に分かれていた）
- 1902年 - 男校に水産補修科設置
- 1905年 - 女校の長洲女子尋常小学校を長洲女子尋常高等小学校に改める
- 1913年 - 男校と女校を合併し長洲尋常小学校に改める
- 1941年 - 長洲町立長洲国民学校に改める
- 1947年 - 長洲町立長洲小学校に改める
- 2004年 - 新校舎が完成し、旧校舎が解体される

## 所在地
- 熊本県玉名郡長洲町長洲1776番地

## 交通アクセス
- JR九州鹿児島本線長洲駅より約1km
- 有明フェリー長洲港より約1km
- 九州自動車道南関インターチェンジより約30分、菊水インターチェンジより約40分